# Талиш-Муганська Автономна Республіка
Талиш-Муганська Автономна Республіка (азерб. Talış-Muğan Muxtar Respublikası, тал. Толъш-Mоғонә Mоxтaрә Республикә) — самопроголошена автономна республіка у складі Азербайджанської Республіки, утворена в червні 1993 році на території семи районів на півдні країни, які контролювала військова бригада, штаб якої дислокувався в місті Ленкорань. Фактично припинила своє існування в серпні 1993 року.

## Передісторія
Талиші — іраномовний народ, що проживає в Ірані та на південному сході Азербайджану. У роки перебудови вони активно брали участь у Ленкоранському Народному Фронті за перебудову, пізніше увійшов у Народний фронт Азербайджану, одним із засновників якого був ленкоранський автоінженер, пізніше полковник азербайджанської армії Альакрам Гумматов (Алікрам Гумбатов). З ініціативи Гумматова і талиського поета Алі Насіра в програму Ленкоранського відділення Народного фронту в 1989 році було включено положення про створення автономії в талиських районах. 11 січня 1990 року в ході антирадянських заворушень в Азербайджані Гумматов на чолі місцевого відділення Народного фронту фактично повалив Радянську владу в Ленкорані і протягом 10 днів очолював місто, після чого був заарештований радянськими правоохоронними органами.
На початку червня 1993 року в Азербайджані виникла військово-політична криза, викликана заколотом полковника Сурета Гусейнова в Гянджі і походом його загонів на Баку. 8 червня Гумматов організував у Ленкорані масовий мітинг на підтримку Гусейнова, на якому, зокрема, було висунуто вимогу створення у Верховній Раді Азербайджану другої палати — Палати національностей. У момент кризи президент Абульфаз Ельчибей запрошує в Баку Гейдара Алієва. Переговори з Суретом Гусейновим, посередником на яких виступив Гейдар Алієв, ні до чого не привели. В ніч з 17 на 18 червня Ельчибей несподівано полетів у Нахічевань і оселився в своєму рідному селі Келек. В. о. президента країни став Гейдар Алієв. Легітимна влада в ці дні була відсутня.

## Утворення та існування Республіки

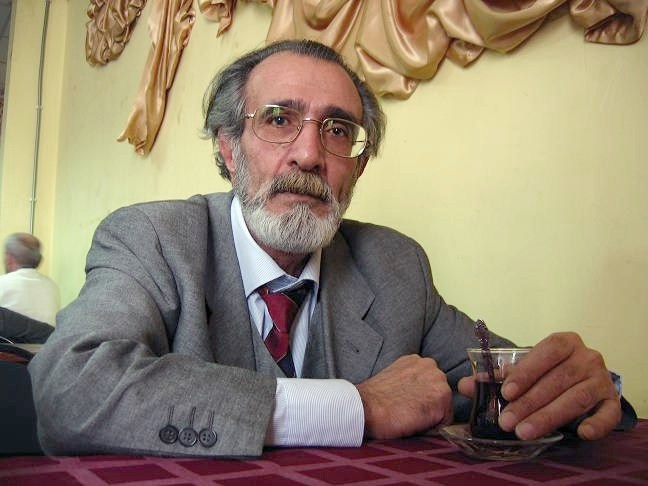
Альакрам Гумматов

У момент кризи 21 червня Альакрам Гумматов виступив по Ленкоранському телебаченню, оголосивши про створення Талиш-Муганської Автономної Республіки в складі Азербайджану. Командування військової частини в Ленкорані зробило заяву про те, що причиною проголошення автономної республіки стало забезпечення й збереження суспільно-політичної стабільності в цьому регіоні у зв'язку з військовою і політичною кризою в Азербайджані. Ці події, головним чином, були спрямовані проти приходу до влади Гейдара Алієва. Гумматов зажадав відставки в. о. президента країни Гейдара Алієва, повернення в Баку екс-президента Аяза Муталібова, а також розширення широких повноважень прем'єр-міністра Сурета Гусейнова.
2-3 серпня прем'єр-міністр Сурет Гусейнов та інші міністри відвідали Ленкорань для ознайомлення з проблемами регіону. 7 серпня відкрилося засідання Міллі Меджлісу ТМАР, яке схвалило створення Талиш-Муганської Автономної Республіки. На зборах Міллі Меджлісу президентом автономної республіки був обраний Гумматов, призначені голова Міллі Меджлісу Фахраддін Аббасов та голова Кабінету Міністрів Ракіф Ходжаєв, а також прийнятий конституційний закон, затверджені гімн, прапор та інші атрибути автономної республіки. Дії Гумматова засудили Народний фронт Азербайджану, Мусават і Соціал-демократична партія Азербайджану.
23 серпня перед будівлею міськвиконкому, де знаходилися органи автономії, зібрався протестуючий народ. Натовп увірвався в міськвиконком, але він виявився порожній: Гумматов знаходився в штабі 704-ї бригади. Мітинг перемістився до воріт військової частини. Кореспондент «Ассошіейтед прес» повідомляв із Баку, що «за оцінками, 10 000 протестувальників зібралися під час уїк-енду перед штаб-квартирою Гумматова в Ленкорані, вимагаючи його вигнання». Коли натовп виламав ворота і увірвався на територію частини, було відкрито вогонь, у результаті чого загинули 3 людини і ще 5 були поранені. «Ассошіейтед пресс» повідомляла в ті дні, що «лікарні, за повідомленнями, заповнені постраждалими від збройних зіткнень між прихильниками і противниками Алікрама Гумбатова» .

## Наслідки
Після ліквідації автономної республіки Гумматов переховувався від арешту. У телефонній розмові з кореспондентом газети Коммерсантъ у вересні 1993 року він заявив, що буде  «боротися проти режиму Алієва найрішучішим способом» , оскільки не вважає його легітимним. 9 грудня того ж року він був заарештований, проте 21 вересня 1994 року втік із СІЗО Міністерства національної безпеки і був знову заарештований 7 серпня 1995 року. У справі про Талиш-Муганську Автономну Республіку було заарештовано кілька десятків людей, які були засуджені від 2 років 9 місяців позбавлення волі до смертної кари. В 1998 році смертна кара була замінена Гумматову довічним ув'язненням, а в 2004 році він був помилуваний президентом Ільхамом Алієвим.
Іноземні дослідники відзначають скоординованість дій Гумматова з заколотом Сурета Гусейнова. На думку Томаса де Ваала:
|  | «Гумбатов, заручившись підтримкою колишнього міністра оборони Рагіма Газієва, присягнув на вірність колишньому азербайджанському президенту Аязу Муталібову. Цей заколот, майже безкровно придушений у серпні, мабуть, був, подібно до заколоту Гусейнова в Гянджі, складовою частиною великої політичної інтриги». |

А. Рубінштейн і О. Смолянський, у цілому оцінюючи рух Гумматова як «сепаратистське повстання серед талиської меншини», вважають за можливе, що цей епізод є черговою спробою могутнього лідера збройного формування скористатися нестабільністю в Азербайджані, в даному випадку апелюючи до перських національних почуттів. Вони наводять повідомлення, що Гумматов висловлював готовність припинити свій заколот, якщо Муталіб повернеться до влади, а також вказують на наявність зв'язків Гумматова з іранською Хізбаллою і про його наміри приєднатися до Ірану, який відкинув свою причетність до цих подій.
На думку професора Брюса Паррота, проголошення Талиш-Муганської Автономної Республіки близьким соратником Сурета Гусейнова Алікрамом Гумматовим було серйозною загрозою територіальній цілісності Азербайджану, «однак ця пригода швидко перетворилася на фарс». Талиський характер «республіки», був мінімальним, у той час як загроза територіальній цілісності Азербайджану, яку являло собою її існування, тільки дискредитувала Гумматова, і заодно з ним Гусейнова. Расім Мусабеков, характеризуючи події, пише:

Виступ Гумбатова, щиро кажучи, важко кваліфікувати як сепаратистський, позаяк ні він сам, ні його прихильники не заявляли про намір відокремити південь країни від Азербайджану. На території, що тимчасово вийшла з-під контролю Баку, не спостерігалося ніякого протистояння чи ворожнечі між талишами і азербайджанцями. Проголошення ТМР радше являло собою політико-ідеологічне прикриття захоплення влади групою військових, що спиралися на місцеві кланові угруповання (як подобу путчу Сурета Гусейнова, але в локальному масштабі і з більш обмеженими цілями), та несло загрозу не стільки цілісності, скільки унітарності Азербайджану. Хоч як би там було, але авантюра Гумбатова та його прихильників дуже скоро провалилася.